# Liste der Schulen in Minden
Die Liste der Schulen in Minden führt Schulen in der ostwestfälischen Kreisstadt Minden auf.
Die Stadt verfügt u. a. über 12 Grund-, drei Förder-, zwei Realschulen, vier Gymnasien, eine Sekundarschule und zwei Gesamtschulen.

## Legende
- Name: Name der Schule
- Namensherkunft: Namensgeber/Herkunft des Namens der Schule
- Jahr: Gründungsjahr
- Förderschwerpunkt: Förderschwerpunkt von Förderschulen
- Schulform: Grundschule, Förderschule, Hauptschule, Realschule, Gymnasium, Gesamtschule, Berufskolleg
- Träger der Schule: Stadt Minden, Kreis Minden-Lübbecke, .....
- Schüler: Anzahl der Schüler
- Stadtteil: Stadtteil oder Stadtbereich, in dem die Schule liegt

## Grundschulen
| Name                                  | Namensherkunft    | Gründungsjahr | Schulform                                  | Träger                                | Schüler | Stadtteil    | Website                       | Bild                            |
| ------------------------------------- | ----------------- | ------------- | ------------------------------------------ | ------------------------------------- | ------- | ------------ | ----------------------------- | ------------------------------- |
| Grundschule Am Wiehen                 | Wiehengebirge     |               | Grundschule                                | Stadt Minden                          |         | Häverstädt   | grundschule-am-wiehen.de      |                                 |
| Grundschule an der Bastau             | Fluss Bastau      | 2024          | Grundschule                                | Stadt Minden                          |         | Rodenbeck    | gs-bastau.de                  |                                 |
| Bierpohlschule                        | Bierpohlweg       |               | Grundschule                                | Stadt Minden                          | 300+    | Nordstadt    | bierpohlschule.com            |                                 |
| Grundschule Dankersen-Leteln          | Dankersen, Leteln |               | Grundschule                                | Stadt Minden                          |         | Dankersen    | grundschule-dankersen.de      |                                 |
| Domschule                             | Dom zu Minden     |               | Grundschule (Katholische Bekenntnisschule) | Stadt Minden                          |         | Innenstadt   | domschule-minden.de           | Domschule an der Immanuelstraße |
| Eine-Welt-Schule                      |                   |               | Grundschule                                | Stadt Minden                          |         | Innenstadt   | eine-welt-schule.de           |                                 |
| Grundschule Haddenhausen - FES Minden | Haddenhausen      |               | Grundschule                                | Christlicher Schulverein Minden e. V. |         | Haddenhausen | fes-minden.de                 |                                 |
| Hohenstaufenschule                    | Hohenstaufenring  |               | Grundschule                                | Stadt Minden                          | 460     |              | hohenstaufenschule.de         |                                 |
| Grundschule Kutenhausen               | Kutenhausen       |               | Grundschule                                | Stadt Minden                          |         |              | grundschule-kutenhausen.de    |                                 |
| Michael-Ende-Schule                   | Michael Ende      |               | Grundschule                                | Stadt Minden                          |         |              | michael-ende-schule-minden.de |                                 |
| Grundschule Minderheide - FES Minden  | Minderheide       |               | Grundschule                                | Christlicher Schulverein Minden e. V. |         |              | fes-minden.de                 |                                 |
| Mosaik-Schule                         |                   |               | Grundschule                                | Stadt Minden                          |         |              | mosaik-schule-minden.de       |                                 |

Quelle:

## Weiterführende Schulen
| Name                                                 | Namensherkunft                                 | Gründungsjahr     | Schulform      | Träger                                | Schüler | Stadtteil   | Website                         | Schulschließung | Bild             |
| ---------------------------------------------------- | ---------------------------------------------- | ----------------- | -------------- | ------------------------------------- | ------- | ----------- | ------------------------------- | --------------- | ---------------- |
| Freiherr-von-Vincke-Realschule                       | Ludwig von Vincke                              | 1836              | Realschule     | Stadt Minden                          | 522     | Bärenkämpen | vincke-realschule.de            |                 |                  |
| Käthe-Kollwitz-Realschule                            | Käthe Kollwitz                                 |                   | Realschule     | Stadt Minden                          |         |             | kks-minden.de                   | 2026            |                  |
| Kurt-Tucholsky-Gesamtschule                          | Kurt Tucholsky                                 | 1986              | Gesamtschule   | Stadt Minden                          | ~1200   | Innenstadt  | ktg-minden.de                   |                 |                  |
| Freie Evangelische Gesamtschule Minden               |                                                |                   | Gesamtschule   | Christlicher Schulverein Minden e. V. |         | Minderheide | fes-minden.de                   |                 |                  |
| Besselgymnasium                                      | Friedrich Wilhelm Bessel                       | 1896              | Gymnasium      | Stadt Minden                          | 1030    | Bärenkämpen | besselgymnasium.de              |                 | Besselgymnasium  |
| Herder-Gymnasium mit Caroline-von-Humboldt-Gymnasium | Johann Gottfried Herder, Caroline von Humboldt | 1988 (1826, 1964) | Gymnasium      | Stadt Minden                          | ~1100   | Innenstadt  | herder-gymnasium-minden.de      |                 | Herder-Gymnasium |
| Ratsgymnasium                                        |                                                | 1530              | Gymnasium      | Stadt Minden                          |         | Innenstadt  | ratsgymnasium.de                |                 | Ratsgymnasium    |
| Freies Evangelisches Gymnasium Minden                |                                                |                   | Gymnasium      | Christlicher Schulverein Minden e. V. |         | Minderheide | fes-minden.de                   |                 |                  |
| Sekundarschule Am Wiehen                             |                                                | 2021              | Sekundarschule | Stadt Minden                          | 550     | Häverstädt  | www.sekundarschule-am-wiehen.de |                 |                  |

Quellen:

## Berufskollegs
| Name                            | Namensherkunft     | Gründungsjahr | Schulform    | Träger                | Schüler | Stadtteil | Website         | Bild         |
| ------------------------------- | ------------------ | ------------- | ------------ | --------------------- | ------- | --------- | --------------- | ------------ |
| Weser-Kolleg Minden             | Weser              | 1973          | Kolleg       | Stadt Minden          |         |           | weser-kolleg.de | Weser-Kolleg |
| Leo-Sympher-Berufskolleg        | Leo Sympher        |               | Berufskolleg | Kreis Minden-Lübbecke |         |           |                 |              |
| Freiherr-vom-Stein-Berufskolleg | Freiherr vom Stein |               | Berufskolleg | Kreis Minden-Lübbecke |         |           |                 |              |

Quellen:

## Weitere Schulen
| Name                       | Namensherkunft         | Gründungsjahr | Förderschwerpunkt                                         | Schulform       | Träger                        | Schüler | Stadtteil    | Website                      | Bild |
| -------------------------- | ---------------------- | ------------- | --------------------------------------------------------- | --------------- | ----------------------------- | ------- | ------------ | ---------------------------- | ---- |
| PRIMUS-Schule Minden       |                        | [ Anm. 2 ]    |                                                           | PRIMUS-Schule   | Stadt Minden                  |         | Dankersen    | https://www.primus-minden.de |      |
| Freie Waldorfschule Minden |                        | 1992          |                                                           | Waldorfschule   | Waldorfschule Minden e. V.    | 350     | Haddenhausen | waldorfschule-minden.de.     |      |
| Kuhlenkampschule           |                        |               | Lernen                                                    | Förderschule    | Stadt Minden                  |         |              | kuhlenkampschule.de          |      |
| Schule Rodenbeck           | Rodenbeck              |               | Emotionale und Soziale Entwicklung in der Sekundarstufe I | Förderschule    | Kreis Minden-Lübbecke         |         |              | schule-rodenbeck.de          |      |
| Wichernschule              | Johann Hinrich Wichern |               | Geistige Entwicklung                                      | Förderschule    | Diakonie Stiftung Salem gGmbH |         |              | wichernschule-minden.de      |      |
| Volkshochschule Minden     |                        |               |                                                           | Volkshochschule |                               |         | Innenstadt   | vhs-minden.de                |      |

Quellen:

## Ehemalige Schulen
| Name                             | Namensherkunft                                      | Jahre     | Schulform   | Träger       | Schüler | Website                        | Stadtteil         | Bild |
| -------------------------------- | --------------------------------------------------- | --------- | ----------- | ------------ | ------- | ------------------------------ | ----------------- | ---- |
| Hafenschule                      | Lage am Unterhafen Minden, ehemals Bürgerschule III | 1905–2006 | Grundschule | Stadt Minden |         |                                | Rechtes Weserufer |      |
| Ganztagshauptschule Todtenhausen | Todtenhausen                                        | –2021     | Hauptschule | Stadt Minden |         | https://www.hs-todtenhausen.de | Todtenhausen      |      |